# Livramento de Nossa Senhora
Livramento de Nossa Senhora, amtlich portugiesisch Município de Livramento de Nossa Senhora, ist eine Stadt im Bundesstaat Bahia, Brasilien und Sitz des Bistums Livramento de Nossa Senhora. Die Bevölkerungszahl wurde zum 1. Juli 2018 auf 45.388 Einwohner geschätzt.

## Geschichte
Die Siedlung wurde 1710 gegründet und erhielt ihren Namen durch die 1715 von den Jesuiten erbaute erste Kapelle, die Nossa Senhora do Livramento (Unsere Liebe Frau von der Befreiung) geweiht wurde. Nossa Senhora do Livramento (Unsere Liebe Frau von der Befreiung) ist eine zur damaligen Zeit im Erzbistum Braga (Portugal) volkstümliche Invokation Mariens. 1785 wurde der Ort zu einer Cidade erhoben.

## Persönlichkeiten
- Hermes Lima (1902–1978), Jurist, Schriftsteller und Politiker